# Grzegorz Dąbkowski
Grzegorz Dąbkowski (ur. 21 czerwca 1955) – polski językoznawca, nauczyciel akademicki i profesor nauk humanistycznych.

## Życiorys
Absolwent polonistyki na Uniwersytecie Warszawskim (1978).

## Publikacje książkowe
- 2010, Kształtowanie się polskiej terminologii muzycznej, Oficyna Wydawniczna Aspra-JR, Warszawa ISBN 978-83-7545-166-5
- 2008, Jak opisujemy muzykę. Zbiór studiów, Wydawnictwo Takt, Warszawa ISBN 978-83-87850-41-8
- 2008, Język polski. Podręczny słownik synonimów i antonimów (współautorka: Małgorzata Marcjanik), Wydawnictwo Langenscheidt Polska, Warszawa ISBN 978-83-7476-364-6
- 2007 Słownik synonimów i antonimów (współautorka: Małgorzata Marcjanik), Wydawnictwo Suchy Las Twoje książki, ISBN 978-83-7738-276-9
- 2004, Siedmiojęzyczny słownik terminów muzycznych włosko-francusko-angielsko-niemiecko-rosyjsko-czesko-polski, Wydawnictwo Takt, Warszawa ISBN 83-87850-21-7
- 2003, Nauka o języku. Bibliografia dla studentów dziennikarstwa (współautor: Włodzimierz Gruszczyński), Warszawa
- 2002, Popularny słownik synonimów i antonimów (współautorka: Małgorzata Marcjanik), Wydawnictwo Wilga, Warszawa ISBN 83-7156-856-8
- 1998, Uczymy się polskiego. Podręcznik języka polskiego dla cudzoziemców. Kurs dla średnio zaawansowanych, tom 1. Teksty, tom 2. Komentarz językowy i ćwiczenia (współautorzy: Barbara Bartnicka, Wojciech Jekiel), Kielce ISBN 83-903130-0-6
- 1998, Czy na pewno wiesz, jak to powiedzieć? 3500 testów językowych, opracowanych na podstawie „Praktycznego słownika poprawnej polszczyzny pod red. A. Markowskiego”, Wydawnictwo  Takt, Kielce ISBN 83-907464-8-4
- 1997, Europejska terminologia muzyczna, Wyższa Szkoła Pedagogiczna im. Jana Kochanowskiego, Kielce ISBN 83-7133-067-7
- 1995, Zasady muzyki w pół godziny, Kielce ISBN 83-903130-1-4
- 1995, Praktyczny słownik poprawnej polszczyzny. Nie tylko dla młodzieży, red. A. Markowski (współautorstwo), Warszawa
- 1994, Z zagadnień terminologii muzycznej, Kielce ISBN 83-7133-007-3
- 1991, Polska terminologia z zakresu teorii muzyki, Kielce